# Stephan Steinlein

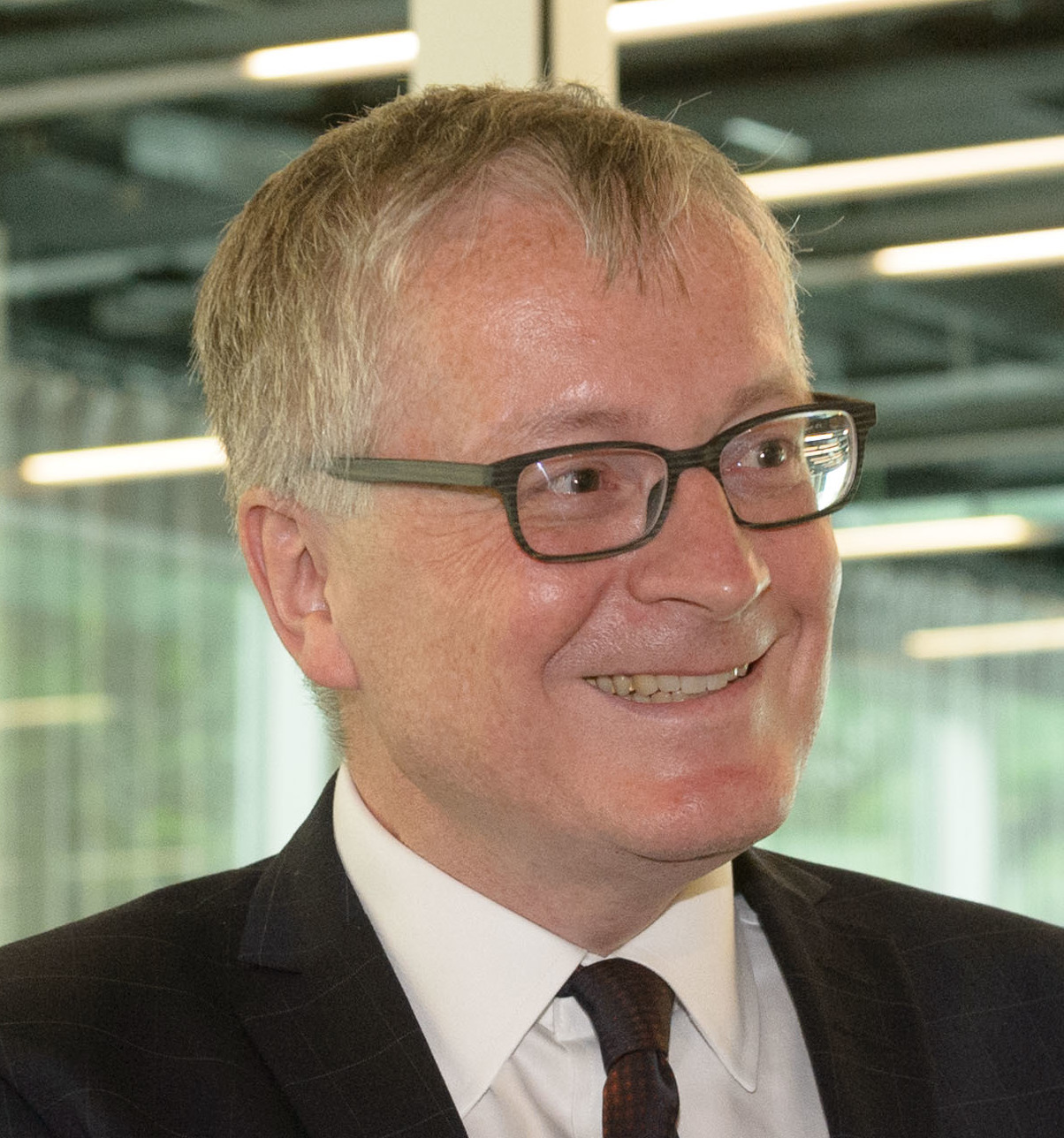
Stephan Steinlein, 2017

Stephan Steinlein (* 3. Mai 1961 in Finsterwalde) ist ein deutscher Diplomat. Seit 2023 ist er deutscher Botschafter in Frankreich und Monaco. Bereits 1990 war er für kurze Zeit der letzte Botschafter der DDR in Frankreich. Von 2017 bis 2022 war er Chef des Bundespräsidialamts im Amt eines Staatssekretärs und davor von 2014 bis 2017 Staatssekretär im Auswärtigen Amt.

## Leben
Stephan Steinlein wuchs in der DDR auf und studierte von 1980 bis 1987 an der Theologischen Hochschule „Sprachenkonvikt“ in Ost-Berlin, absolvierte von 1987 bis 1989 sein Vikariat und war danach für ein Jahr Doktorand bei Wolfgang Ullmann. Aufgrund seiner während eines Forschungsaufenthalts in Straßburg im Sommer und Herbst 1989 erworbenen französischen Sprachkenntnisse wurde er für die aus den Volkskammerwahlen 1990 hervorgegangene demokratische Regierung der DDR für den diplomatischen Dienst angeworben und war 1990 für kurze Zeit der letzte Botschafter der DDR in Frankreich.
1991 wechselte er in den Auswärtigen Dienst der Bundesrepublik und wurde zunächst in der Ausbildungsstätte des Auswärtigen Amtes in Bonn ausgebildet und danach bis 1994 als Referent für Mittel- und Osteuropa eingesetzt. Danach war er bis 1997 Pressereferent an der Deutschen Botschaft Warschau. Es folgte bis 1999 eine Verwendung als Referent im Pressereferat des Auswärtigen Amtes.
1999 wurde er zunächst Pressereferent von Frank-Walter Steinmeier und 2002 dessen Büroleiter im Bundeskanzleramt. In dieser Zeit wurde er auch Mitglied der SPD. 2005 wurde er Büroleiter und Leiter des Leitungsstabes im Auswärtigen Amt, nachdem Steinmeier zum Außenminister im Kabinett Merkel I ernannt worden war. Nach der Bundestagswahl 2009 folgte Steinlein Steinmeier erneut als Büroleiter, der nach dieser Wahl Vorsitzender der SPD-Bundestagsfraktion geworden war.
Unter dem Kabinett Merkel III wurde Steinlein im Januar 2014 Staatssekretär im Auswärtigen Amt.
Mit der Wahl von Frank-Walter Steinmeier zum Bundespräsidenten wurde Steinlein zum Chef des Bundespräsidialamtes im Amt eines Staatssekretärs ernannt. Er wurde damit im März 2017 zum ranghöchsten beamteten Staatssekretär in Deutschland. Mit Steinmeiers zweiter Amtszeit und einem damit erfolgten umfassenden Personalumbau wechselte Steinlein im März 2022 zurück in das Auswärtige Amt. 2022 war er kurzzeitig Gastwissenschaftler an der Universität St. Gallen. Bis 2023 war er schließlich diplomatischer Berater des Internationalen Komitees vom Roten Kreuz in Genf.
Im August 2023 wurde Steinlein deutscher Botschafter in Frankreich und Monaco. Er ist damit der einzige deutsche Diplomat der Nachkriegszeit, der für zwei Staaten auf demselben Posten war. Er folgte auf Hans-Dieter Lucas.

## Auszeichnungen (Auswahl)
- 2022: Offizier des nationalen Ordens der französischen Ehrenlegion[8]

## Privates
Steinlein ist mit einer Französin verheiratet und hat vier Kinder.